# Trefl Proxima Kraków
Trefl Proxima Kraków – polska kobieca drużyna siatkarska z Krakowa istniejąca w latach 2016–2018. W sezonie 2017/2018 klub występował w Lidze Siatkówki Kobiet.

## Historia
W sezonie 2016/2017 zespół występował w I lidze. Klub wykupił licencję na grę w I lidze od klubu z Mysłowic, który miał kłopoty finansowe. W meczach o złoty medal I ligi zespół uległ drużynie Wisła Warszawa przegrywając wszystkie trzy spotkania. W sezonie 2017/2018 klub występował w Lidze Siatkówki Kobiet, dzięki połączeniu się z Atomem Trefl Sopot. Przed sezonem 2018/2019 klub ze względu na problemy z halą zdecydował się na wycofanie z rozgrywek i zakończenia działalności.

## Kadra zespołu w sezonie 2017/2018
- Trener : Alessandro Chiappini
- Asystent trenera: Filip Brzeziński
- Asystent trenera: Joanna Mirek
- Trener przygotowania motorycznego: Przemysław Gaszyński

| Nr | Imię i nazwisko      | Data ur. | Wzrost | Pozycja            |
| -- | -------------------- | -------- | ------ | ------------------ |
| 1  | Zsuzsanna Tálas      | 1993     | 174    | rozgrywająca       |
| 2  | Paula Słonecka       | 1992     | 179    | przyjmująca        |
| 3  | Jowita Jaroszewicz   | 1987     | 183    | środkowa           |
| 4  | Kinga Wysokińska     | 1997     | 172    | libero             |
| 5  | Sarah Clement        | 1990     | 188    | środkowa           |
| 7  | Agnieszka Woźniak    | 1986     | 181    | przyjmująca        |
| 8  | Adrianna Budzoń      | 1991     | 178    | rozgrywająca       |
| 9  | Aleksandra Szymańska | 1991     | 190    | środkowa/atakująca |
| 10 | Daria Paszek         | 1991     | 185    | przyjmująca        |
| 11 | Justyna Łukasik      | 1993     | 187    | środkowa           |
| 14 | Ewelina Brzezińska   | 1988     | 182    | przyjmująca        |
| 16 | Klaudia Kulig        | 1997     | 173    | libero             |
| 18 | Martyna Łukasik      | 1999     | 185    | atakująca          |
| 20 | Rebecca Pavan        | 1990     | 192    | atakująca          |